# Biegun północny

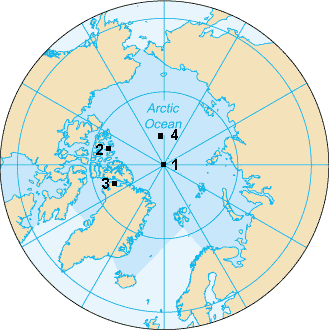
Położenie biegunów północnych Ziemi: 1. geograficzny; 2. magnetyczny; 3. geomagnetyczny; 4. niedostępności (magnetyczny i geomagnetyczny ok. 1990 roku)

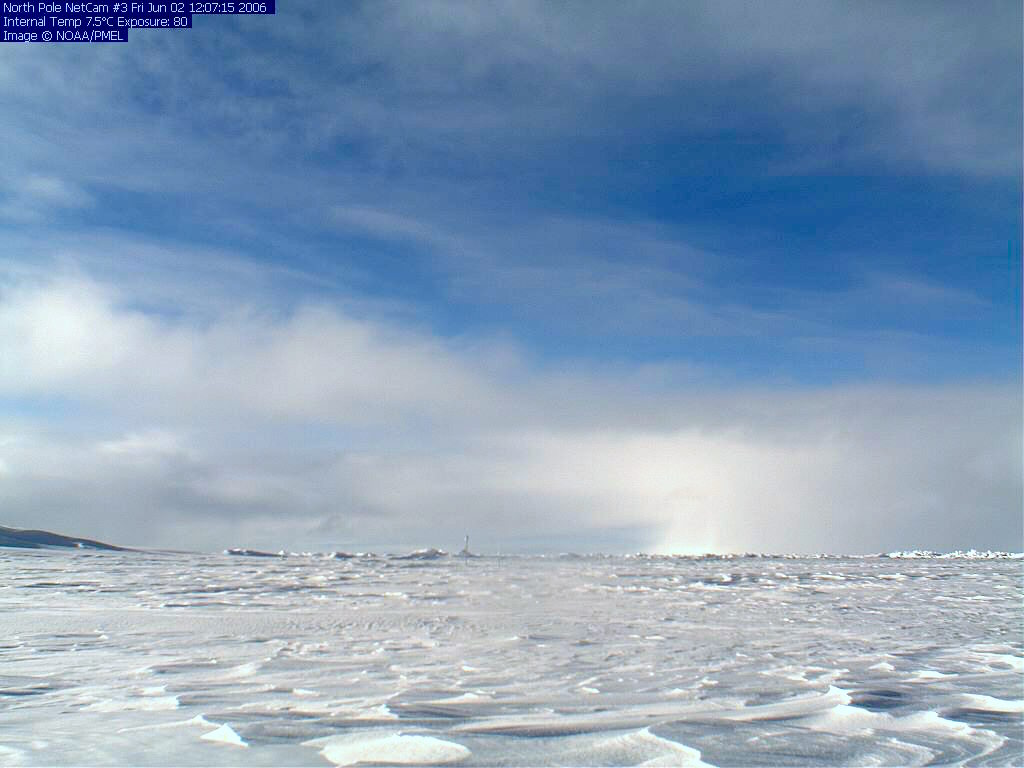
Krajobraz bieguna północnego

Biegun północny – najbardziej wysunięty na północ punkt na Ziemi. Można go definiować na cztery różne sposoby, jednak tylko dwa z nich są powszechnie używane. Wszystkie definicje mają jedną cechę wspólną – każda umiejscawia biegun na Oceanie Arktycznym.

## Północny biegun geograficzny
Biegun geograficzny, znany także jako północ właściwa, to najbardziej wysunięty na północ punkt na kuli ziemskiej, ustalony na podstawie jej ruchu obrotowego. To przez ten punkt przechodzi oś obrotu naszej planety. Ma on stałe położenie (szerokość geograficzna 90°N); nie ma tam lądu, a ocean pokryty jest czapą lodową. Bez względu na to, jaki kierunek obierze się będąc na północnym biegunie geograficznym, zawsze jest to południe.
Występują tam dni i noce polarne, trwające po pół roku każda. Klimat arktyczno-oceaniczny, średnia temperatura zimą wynosi -40,2 stopnia Celsjusza sięgając do -49 stopni Celsjusza, natomiast latem jest ona równa 0 stopni Celsjusza. Ekstremalne temperatury to -49,2 stopnia Celsjusza i +4,7 stopnia Celsjusza. Latem z powodu dużych opadów śniegu i dużego zachmurzenia występują małe amplitudy dobowe. Natomiast zimą z powodu wyżu grenlandzkiego występują znikome opady śniegu i duże amplitudy dobowe. Opady są w zasadzie tylko pod postacią śniegu.
W folklorze współczesnego Zachodu biegun północny uchodzi za miejsce zamieszkania Świętego Mikołaja.

## Eksploracja

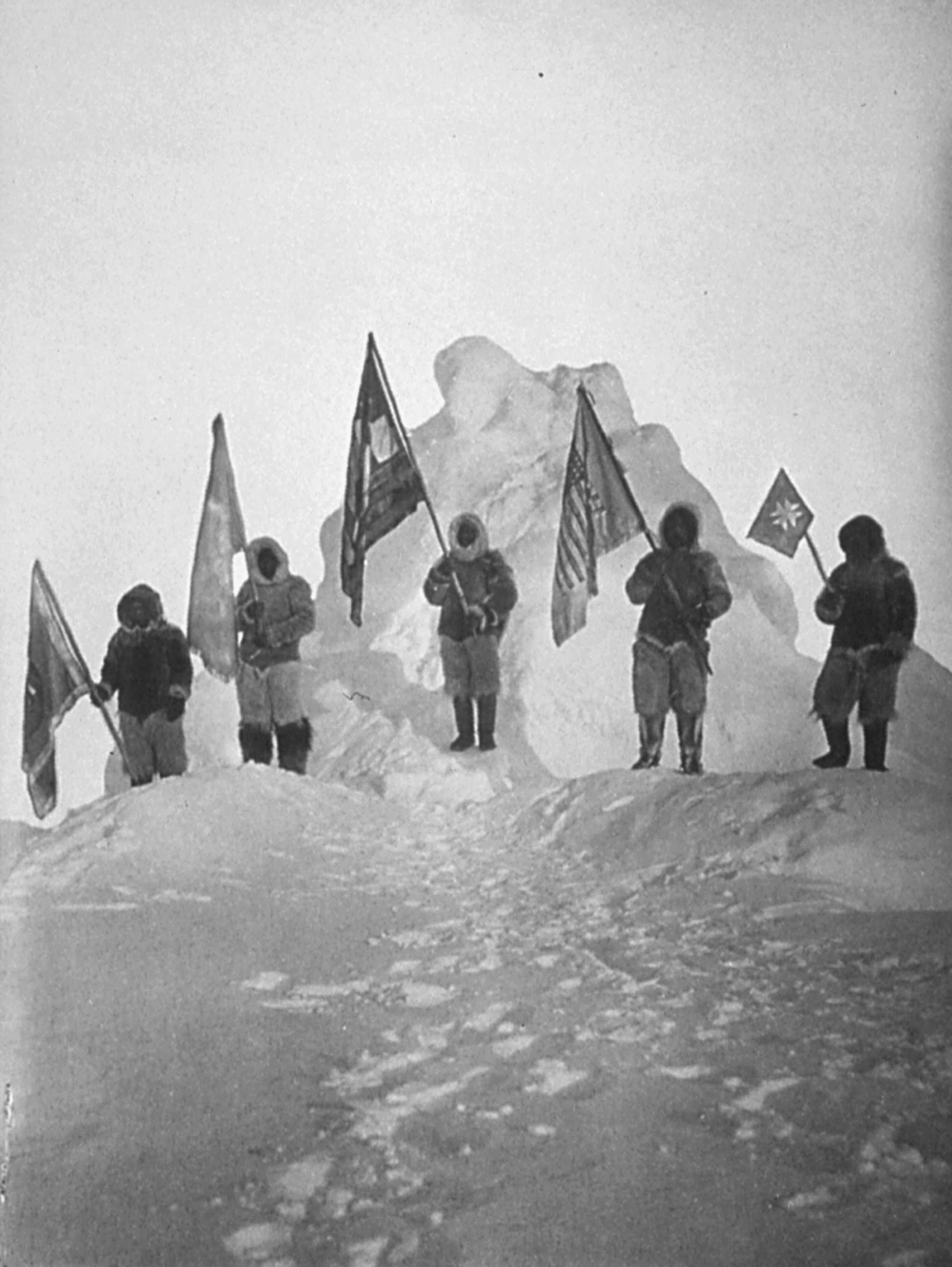
Peary i jego zespół w pobliżu Bieguna Północnego, 6 kwietnia 1909. Od lewej: Ooqueah, Ootah, Henson, Egingwah, Seeglo

Pierwszym człowiekiem, który twierdził, że dotarł do bieguna, był amerykański lekarz i badacz polarny Frederick Albert Cook. Miał tego dokonać 22 kwietnia 1908 w towarzystwie dwóch Inuitów (Ahwelaw i Etukishook), jednak nie był w stanie dostarczyć przekonujących dowodów swojej bytności na biegunie.
Pierwsza udokumentowana ekspedycja naukowa w to miejsce odbyła się 6 kwietnia 1909. Wojskowy inżynier Robert Edwin Peary, jego pracownik, czarnoskóry Amerykanin Matthew Henson oraz czterech Inuitów (Ootah, Seegloo, Egingwah i Ooqueah) wyruszyli, by zdobyć biegun. Do niedawna uważano, że im się udało, jednak w roku 1996 została przeprowadzona dokładna analiza nowo odkrytych zapisków Perry’ego. Wykazała ona, iż ekipie badawczej do postawienia stopy na biegunie zabrakło 32 km.

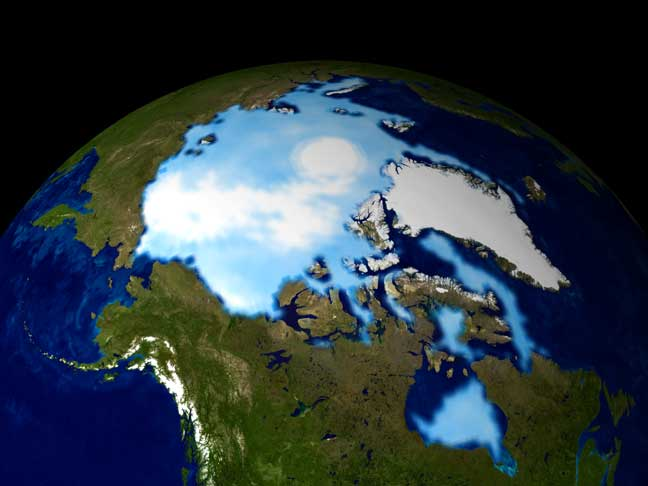
Artystyczny obrazek ilustrujący region Arktyki i jej pokrywę lodową 1 stycznia 1999

Pierwszym niepodważalnym wydarzeniem był przelot Roalda Amundsena oraz amerykańskiego sponsora Lincolna Ellswortha nad biegunem północnym. Lot odbył się sterowcem Norge, zaprojektowanym i pilotowanym przez Włocha Umberto Nobile. Lot ze Svalbardu na Alaskę odbył się w 1926.
3 maja 1952 podpułkownik U.S. Air Force Joseph O. Fletcher oraz porucznik William P. Benedict wylądowali na geograficznym biegunie północnym. Natomiast 6 kwietnia 1992 Robert Schumann został najmłodszym zdobywcą bieguna; miał wtedy 10 lat.
Pierwszym okrętem podwodnym, który dotarł do bieguna północnego pod pokrywą lodową była amerykańska jednostka o napędzie atomowym USS Nautilus (SSN-571). Osiągnął on biegun 3 sierpnia 1958 roku. Kilka miesięcy później, 17 marca 1959, okręt podwodny USS Skate (SSN-578) jako pierwszy wynurzył się na biegunie.
Pierwszym nawodnym statkiem, który dopłynął na biegun północny, był w 1977 roku radziecki lodołamacz o napędzie atomowym NS Arktika.
W 1995 roku dwaj Polacy, Marek Kamiński i Wojciech Moskal, wyruszyli do bieguna na nartach. Po 72 dniach wędrówki z wyspy Ward Hunt Island w Północnej Kanadzie 23 maja 1995 roku stanęli na biegunie północnym.

## Północny biegun magnetyczny

Ruch północnego bieguna magnetycznego Ziemi przez Kanadyjską Arktykę

Północny biegun magnetyczny to punkt, w którym linie sił pola magnetycznego Ziemi tworzą z jej powierzchnią kąt 90°. Taką definicję przedstawił już w roku 1600 Sir William Gilbert – angielski fizyk.
Biegun magnetyczny nie powinien być mylony z rzadziej używanym terminem biegun geomagnetyczny. Północ magnetyczna jest to kierunek, który wskazuje kompas magnetyczny. Ponieważ przeciwne bieguny magnesu się przyciągają, więc strzałka oznaczona literą N w rzeczywistości wskazuje południowy biegun magnetyczny S. Dla uniknięcia nieporozumień przyjęło się nazywać go jednak biegunem północnym. Jego położenie jest zmienne i w roku 2005 znajdował się w pobliżu kanadyjskich Wysp Królowej Elżbiety (82,7°N, 114,4°W).
| Rok                                         | Położenie geograficzne | Położenie geograficzne |
| Rok                                         | Szerokość              | Długość                |
| ------------------------------------------- | ---------------------- | ---------------------- |
| 2001                                        | 81,3°N                 | 110,8°W                |
| 2002                                        | 81,6°N                 | 111,6°W                |
| 2003                                        | 82,0°N                 | 112,4°W                |
| 2004                                        | 82,3°N                 | 113,4°W                |
| 2005                                        | 82,7°N                 | 114,4°W                |
| Położenie północnego bieguna magnetycznego. |                        |                        |

Pierwsza wyprawa naukowa mająca na celu ustalenie położenia północnego bieguna magnetycznego prowadzona była przez Jamesa Clarka Rossa. 1 czerwca 1831 odkrył on, że biegun magnetyczny położony jest na Przylądku Adelaide, ok. 2750 km od północnego bieguna geograficznego.
72 lata później Roald Amundsen zauważył, że położenie bieguna zmieniło się. Stwierdzono, że przesunął się on w stronę północnego bieguna geograficznego, a jego położenie zmieniało się o około 15 km rocznie.
Trzeciej obserwacji dokonali kanadyjscy naukowcy, lokalizując północ magnetyczną na Wyspie Księcia Walii. Później rząd Kanady przeprowadził szereg badań, z których wynika, że biegun nieustannie przesuwa się na północ i to coraz szybciej. Jego średnia prędkość w latach 2001–2003 wynosiła około 40 km na rok. W 2007 roku „pędził” już w stronę Syberii z prędkością 55–60 km rocznie, a w roku 2009 przesunął się już o ok. 64 km.

## Północny biegun geomagnetyczny
W pobliżu geograficznego bieguna północnego Ziemi znajduje się też południowy biegun pola geomagnetycznego. Jest to biegun południowy, ponieważ przyciąga północną część magnesu. Dla uniknięcia nieporozumień w określaniu kierunków przyjęto nazywać go północnym biegunem magnetycznym. W nim znajduje się centrum magnetosfery. W tym rejonie można napotkać zorze polarne. Jego teraźniejsze współrzędne geograficzne to 78°30′N, 69°W – niedaleko Qaanaaq, Grenlandia.
Pierwsza wyprawa odbyła się pod kierownictwem Davida Hemplemana-Adamsa w roku 1992.

## Północny biegun niedostępności
Biegun niedostępności to punkt na Oceanie Arktycznym najbardziej oddalony od linii brzegowej. Dystans, jaki dzieli go z najbliższym lądem, to ponad 1100 km. Położenie: 84°03′N, 174°51′W. Zdobyty został po raz pierwszy w roku 1927 przez Sir Huberta Wilkinsa (lot). W 1958 zdołał tam dopłynąć radziecki lodołamacz.

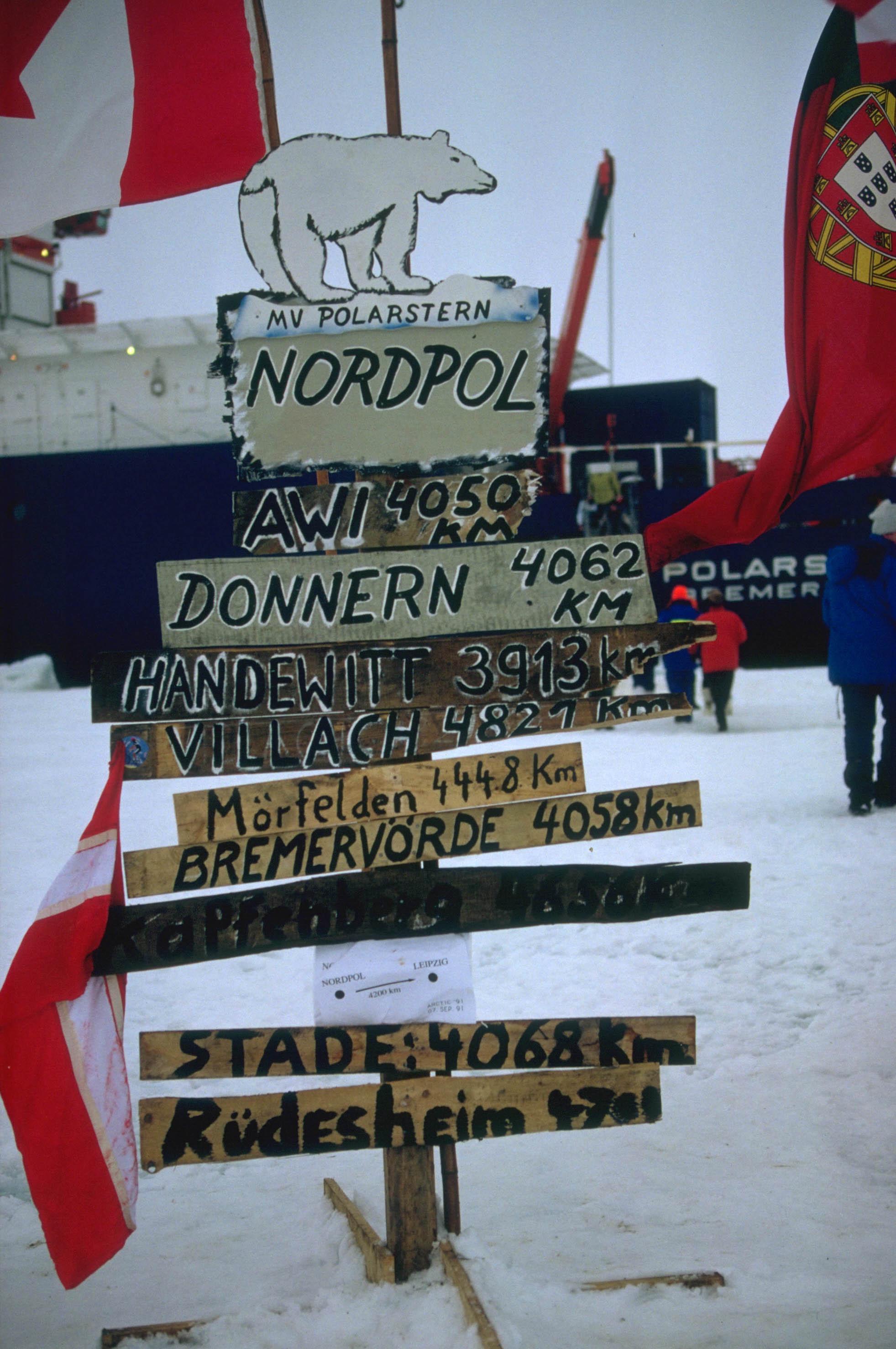
Znak umieszczony na biegunie północnym przez załogę statku Polarstern we wrześniu 1991

## Północny biegun w astronomii
Astronomowie definiują północny biegun „planetograficzny” planety w Układzie Słonecznym jako ten punkt osi obrotu na powierzchni planety, który skierowany jest w tę samą stronę płaszczyzny ekliptyki, co ziemski północny biegun geograficzny.
Biegunom magnetycznym planet nazwy nadawane są zgodnie z kierunkiem pola magnetycznego wnikającego, bądź wychodzącego ze skorupy planety. Jeśli linie pola układają się podobnie do ziemskich, jest to biegun magnetyczny północny. Bieguny magnetyczne mogą zmieniać się z północnego na południowy i odwrotnie. W ciągu miliardów lat na Ziemi działo się to wielokrotnie, a pół miliona lat temu południowy biegun magnetyczny znajdował się w miejscu dzisiejszego północnego. Przyjmuje się, że to zjawisko występuje w momencie, gdy niklowo–żelazna część zewnętrzna jądra Ziemi zostaje zaburzona i odnawia się w kierunku przeciwnym. Nie wiadomo, co powoduje ten proces.
Jedynym znanym obiektem w Układzie Słonecznym, który nie posiada bieguna północnego, jest Hyperion – księżyc Saturna. Z powodu swego nieregularnego kształtu i wpływu innych księżyców obraca się on chaotycznie.
Uran jest osiowo nachylony do płaszczyzny ekliptyki prawie pod kątem 90°, więc określenie położenia bieguna północnego jest kwestią sporną. Gdy osiowe nachylenie planety jest równe 90° każda z dwóch opcji może być równie prawdziwa – północ w rzeczywistości może być południem, a planeta może obracać się w kierunku przeciwnym niż pozostałe w danym układzie.